# Werner Andres
Werner Andres (* 25. November 1946; † 15. Februar 2012) war ein deutscher Maschinenbauingenieur und Hochschullehrer.

## Leben
1989 wurde Andres zum Professor an der Fachhochschule Hannover (heute Hochschule Hannover) berufen. Von 1994 bis 2002 war er dort Vizepräsident. Von 2004 bis 2011 bekleidete er das Amt des Präsidenten. Am 1. Juni 2011 trat er in den Ruhestand.
Darüber hinaus führte er 2000 bis 2001 die Geschäfte an der Fachhochschule Oldenburg/Ostfriesland/Wilhelmshaven (M.d.W.d.G.b.).

## Ämter und Mitgliedschaften (Auswahl)
- Architekten- und Ingenieur-Verein Hannover
- Geschäftsführender der Ingenieurakademie Nord
- Stellvertretender Vorsitzender im Innovationsnetzwerk Niedersachsen[2]